# ديك باس
ديك باس (بالإنجليزية: Dick Bass)‏ هو لاعب كرة قاعدة أمريكي، ولد في 7 يوليو 1907 في روجرزفيل في الولايات المتحدة، وتوفي في 3 فبراير 1989 في غريسفيل في الولايات المتحدة.

## وصلات خارجية
- ديك باس على موقعبيزبول رفرنس.كوم (الدوري الرئيسي) (الإنجليزية)
- ديك باس على موقعبيزبول رفرنس.كوم (الدوري الثانوي) (الإنجليزية)
- ديك باس على موقع جمعية أبحاث البيسبول الأمريكية (الإنجليزية)
- ديك باس على موقع مشجعي الرسوم البيانية (الإنجليزية)